# Towarzystwo Gimnastyczne „Sokół” w Zawierciu
Towarzystwo Gimnastyczne „Sokół” w Zawierciu – powstało w 1905 roku w Zawierciu, jako jedno z pierwszych w zaborze rosyjskim gniazd Polskiego Towarzystwa Gimnastycznego „Sokół”.

## Historia
W latach 1815–1915 Zawiercie należało do Królestwa Polskiego znajdującego się w granicach Imperium Rosyjskiego. W latach 1867–1914 leżało ono w zaborze rosyjskim w granicach powiatu będzińskiego w guberni piotrkowskiej. Towarzystwo Gimnastyczne Sokół w tym mieście założone zostało w 1905 roku i było jednym z pierwszych gniazd sokolich powstających wówczas w Zagłębiu Dąbrowskim oraz sąsiadujących z nim terenów. W latach 1905–1907 w regionie tym zawierciańskie gniazdo było jednym z pierwszych 15 nowo powstałych gniazd sokolich. Siedzibą polskiego ruchu gimnastycznego w całym Królestwie Polskim był Sosnowiec. Początkowo członkowie skupieni w organizacji odcinali się od ruchu wojskowo-niepodległościowego, skupiając się głównie na sporcie i pracy oświatowej wśród młodzieży. Organizacje sokolskie w zaborze rosyjskim działały jednak nielegalnie i starały się o legalizację tej działalności. Rosyjskie władze zaborcze były jednak niechętne polskim organizacjom społecznym. W ramach represji, które nastąpiły po stłumieniu przez carskie władze rewolucji 1905 roku, działalności Sokoła w Królestwie Polskim całkowicie zakazano w 1906 roku specjalnym zarządzeniem władz rosyjskich sygnowanym przez gubernatora Gieorgija Skałona. „Sokół” przeszedł do konspiracji i w utajnionej formie przetrwał w Zagłębiu do wybuchu I wojny światowej. Po wybuchu wojny jego struktury organizacyjne zostały ujawnione, a część członków wzięła w niej udział zasilając szeregi nowo powstających oddziałów jak Legiony Polskie.

### II RP
Prezesem zawierciańskiego „Sokoła” był inżynier Ignacy Banachiewicz, który był zięciem Marcina Krawczyka właściciela odlewni „Sambor i Krawczyk”. Szefem organizacji pozostał on aż do 1939 roku. Wśród członków towarzystwa w okresie międzywojennym byli również Stanisław Holenderski oraz późniejszy prezydent Zawiercia Wacław Góralczyk. Znanym członkiem zawierciańskiego Sokoła był również pomysłodawca wielu innowacji związanych z technologią produkcji łożysk oraz przekładni pasowych inżynier Michał Terech. Przyjechał on do Zawiercia, by rozpocząć pracę w fabryce Sambora i Krawczyka angażując się również w działalność na polu krzewienia kultury fizycznej. W okresie międzywojennym, po opuszczeniu Zawiercia, został on wiceprezesem „Sokoła” w II Rzeczypospolitej oraz redaktorem naczelnym pisma „Przegląd Gimnastyczny »Sokół«”. Znanym przedwojennym sportowcem urodzonym w Zawierciu był Eligiusz Pieniążek, w kręgach sportowych lat trzydziestych znany jako „Odrowąż”. Był pierwszym mistrzem Polski w podnoszeniu ciężarów startując wówczas jako zawodnik Towarzystwa Gimnastycznego „Sokół” w Katowicach.
W II RP w latach 20. towarzystwo zawierciańskie liczyło ok. 170 członków. W sumie przez organizację przewinęło się w mieście ponad 250 osób rekrutujących się z różnych środowisk zawodowych i grup społecznych. Byli to robotnicy, urzędnicy, rzemieślnicy i policjanci. Członkowie organizacji w 1910 roku założyli również chór „Lutnia”, a wielu z nich w późniejszym okresie śpiewało również w chórze kościelnym „Lira”. W latach dwudziestych Towarzystwo Gimnastyczne Sokół organizowało w Zawierciu szereg parad oraz pokazów gimnastycznych, a orkiestra złożona z członków „Sokoła” dawała liczne publiczne występy. Członkowie tworzyli także pierwsze sekcje sportowe w mieście oraz wybudowali pierwsze boisko sportowe mieszczące się obok własnej siedziby Domu Ludowego w Zawierciu udostępnionego zawierciańskim Sokołom przez Towarzystwo Akcyjne Zawiercie. W 1924 roku organizacja otrzymała własny sztandar oraz patrona, którym został dyktator powstania styczniowego z 1863 roku Romuald Traugutt.

### II wojna światowa
Organizacja zakończyła swoje funkcjonowanie na terenie Zawiercia w 1939 roku w związku z wybuchem II wojny światowej W czasie okupacji Polski ze względu na niepodległościowy charakter organizacji wszyscy członkowie Sokoła byli prześladowani zarówno przez III Rzeszę jak Związek Radziecki. W czasie okupacji Polski zginęło wielu uczestników przedwojennego ruchu sokolskiego w Polsce np. jeden z zawierciańskich członków Sokoła, funkcjonariusz Policji Państwowej Bronisław Milejski został aresztowany przez NKWD i umieszczony w obozie w Ostaszkowie. Zamordowany w 1940 przez Obwodowy Zarząd NKWD w Kalininie w ramach zbrodni katyńskiej.

### PRL
Po zakończeniu II wojny światowej członkowie, którzy ocaleli pojęli próby reaktywacji działalności, ale zakończyły się one niepowodzeniem w wyniku zakazu legalnej działalności przez PZPR. Zadecydowały o tym m.in. niepodległościowy charakter oraz przeważające wśród członków organizacji sympatie endeckie. W okresie PRL jego członkowie byli prześladowani przez komunistyczne władze Polskiej Rzeczypospolitej Ludowej.
W 2009 roku w Zawierciu ujawniony został ukryty w czasie II wojny światowej sztandar Towarzystwa Gimnastycznego „Sokół” w Zawierciu ufundowany w 1924. Znajdował się on pod opieką jednego z członków przedwojennego Sokoła oraz Starszego Cechu Stanisława Góralczyka. Sztandar przechowany przez niego z narażeniem życia przez całą II wojnę światową, a później okres komunizmu w PRL został przekazany do miejskiego muzeum przez jego synów Stefana i Wojciecha Góralczyków podczas Święta Niepodległości w 2009 roku.